# ‘Arib al-Ma'moeniyya
‘Arib al-Ma'moeniyya (797/98 - 890/91) was een slavin-zangeres in het Abbassidenrijk, ten tijde van het Islamitische gouden tijdperk. Ze was een qayna (meervoud qiyan), een sociale klasse van tot entertainer opgeleide slavinnen, die tevens seksuele diensten moesten verrichten.

## Biografie
Al-Ma'moeniyya werd geboren in Bagdad, de 35 jaar eerder gestichte hoofdstad van de Abbassiden. Volgens middeleeuwse bronnen was ze een onwettige dochter van een vizier van Haroen ar-Rashid, maar moderne wetenschappers betwijfelen dat. In elk geval was ze een groot deel van haar leven slavin, in die status geboren ofwel als slaaf verkocht nadat haar familie aan lager wal was geraakt. Ze protesteert zelf in haar werk tweemaal tegen haar onderdanige status en ze werd door kalief Al-Mu'tasim vrijgelaten.
Uit haar overgeleverde werk en anekdotisch materiaal zou blijken dat ze een prominente status wist te verwerven, met eigen grondbezit en een aanzienlijk gevolg. Ze zou de favoriete entertainer van kalief Al-Ma'moen zijn geweest in de periode 813-833. Ook zou ze een hele serie minnaars hebben gehad, hetgeen haar status als qayna onderstreept. Een contemporaine bron roemt haar uitzonderlijke schoonheid.
Het zeer omvangrijke tiende-eeuwse Kitab al-Aghani, een encyclopedische verzameling gedichten en liederen met biografische informatie, vermeldt dat ze bedreven was in onder meer poëzie, componeren, musiceren en kalligrafie. Ze zou ongeveer 1000 liederen hebben geschreven.
Als de vroege biografische informatie juist is, zou ze 96 jaar oud zijn geworden.
- Gemeinsame Normdatei: 123549795
- International Standard Name Identifier: 0000 0003 9087 5291
- Library of Congress Control Number: nr90021766
- Nationale Bibliotheek van Israël: 987007416495305171
- Système universitaire de documentation: 230978762
- Virtual International Authority File: 117146153049805250030
- WorldCat: E39PBJqBw9qRMvx4mMgXMWCvpP